# Статична вебсторінка
Статична вебсторінка (іноді плоска сторінка або стаціонарна сторінка) — вебсторінка, яка передається у веббраузер саме такою, як вона зберігається, на відміну від динамічних вебсторінок, які генерує вебзастосунок.
Отже, статична вебсторінка відображає однакову інформацію для всіх користувачів із усіх контекстів, з урахуванням сучасних можливостей веб-сервера погоджувати тип вмісту чи мову документа, якщо доступні різні версії і сервер налаштований на це. Однак код JavaScript на вебсторінці може запровадити динамічну функціональність, яка перетворить статичну веб-сторінку на динамічну.

## Огляд
Статичні вебсторінки часто є документами HTML, які зберігаються як файли у файловій системі, а вебсервер передає їх через HTTP (однак URL-адреси, що закінчуються на «.html», не завжди є статичними). Однак вільні тлумачення терміна можуть включати вебсторінки, що зберігаються в базі даних, і навіть сторінки, відформатовані за допомогою шаблону та обслуговувані сервером застосунків, якщо вони є незмінними та передаються, по суті, так, як збережені.
Вміст статичних веб-сторінок залишається незмінним, незалежно від кількості переглядів. Такі вебсторінки підходять для вмісту, який рідко потребує оновлення, хоча сучасні системи вебшаблонів це змінюють. Підтримувати багато статичних сторінок у вигляді файлів може бути незручно без автоматизованих засобів, таких як генератори статичних сайтів. Будь-яка персоналізація чи інтерактивність має виконуватися на стороні клієнта, що є обмеженням.

### Переваги
- Забезпечують покращений захист, аніж динамічні вебсайти, які, за наявності вразливості, зазнають ризику атак через вебоболонку[en])[6].
- Покращена продуктивність для кінцевих користувачів порівняно з динамічними вебсайтами[7].
- Менше або повна відсутність залежностей від системи, таких як бази даних або інші сервери застосунків[8].
- Економія коштів завдяки використанню хмарного сховища, порівняно з розміщенням на хостингу з СКВ[9].
- Легко налаштувати конфігурації безпеки.

### Недоліки
- Динамічні функції виконуються на боці клієнта[5].

## Генератори статичних сайтів
Генератори статичних сайтів — це програми, які компілюють статичні вебсайти, зазвичай заповнюючи шаблони HTML у попередньо визначеній структурі тек і файлів, зі вмістом у форматі на зразок Markdown або AsciiDoc.
Приклади генераторів статичних сайтів:
- Мова програмування Ruby:
  - Jekyll[en] (керує сторінками GitHub)
  - Middleman
- Мова програмування Go:
  - Hugo[en]
- Мова програмування JavaScript:
  - Next.js
  - Astro.build
- Мова програмування Python:
  - Pelican
- Мова програмування Julia:
  - Franklin